# George Wetherill
George West Wetherill (12. srpna 1925, Filadelfie – 19. července 2006, Washington, D. C.) byl americký astrofyzik zabývající se především vývojem sluneční soustavy.
Fyzikou se zabýval již za druhé světové války, kdy vyučoval v Námořní výzkumné laboratoři ve Washingtonu. Fyziku vystudoval na Chicagské univerzitě a své studium završil roku 1953 titulem PhD. Vzápětí se stal vědeckým pracovníkem v oddělení zemského magnetismu na Carnegie Institution for Science. K zájmu o počátky vývoje sluneční soustavy ho právě zde přivedla práce na metodách zjišťování věku mimozemských materiálů pocházejících z meteoritů a ze vzorků odebraných astronauty na Měsíci, založených na měření radioaktivního rozpadu některých obsažených prvků. Ukázal, že nejběžnější typy meteoritů jsou přibližně stejně staré jako Země – asi 4,5 miliardy let.
Jeho teoretický výzkum původu meteoritů a terestrických planet se rozběhl zejména v letech 1960 až 1975, kdy vyučoval geofyziku a geologii na Kalifornské univerzitě v Los Angeles. V této době zde současně vedl oddělení výzkumu planet a vesmíru (department of planetary and space sciences). Roku 1974 byl zvolen do Národní akademie věd Spojených států amerických. Poté se vrátil zpět do Carnegie Institution for Science, kde pracoval až do roku 1991. Kromě toho byl také členem Astrobiologického institutu americké vesmírné agentury NASA.
Jeho práci do značné míry ovlivnil sovětský astronom Viktor Sergejevič Safronov, který studoval způsoby, jak by se mohly v počátku vývoje planetární soustavy spojovat malé planetesimály do větších těles – protoplanet. Wetherill na něj navázal a vyvinul model vzniku terestrických planet, vysvětlující velikost i oběžné dráhy vnitřních planet planetární soustavy i způsob, jakým vzájemné kolize těles v hlavním pásu planetek mohou vyústit v jejich srážky se Zemí. Upozornil také na roli obří planety Jupiter, která funguje jako štít chránící svou gravitací vnitřní planety před menšími tělesy mířícími do vnitřních oblastí sluneční soustavy. Nebýt Jupiteru, tak by podle jeho odhadů Zemi zasáhlo 10 000krát více planetek velikosti té, která vyhubila dinosaury, než se zatím stalo.
Roku 1991 opustil svou pozici v Carnegie Institution a odešel do důchodu, ovšem ve svém výzkumu pokračoval i nadále. Zabýval se především nově objevenými extrasolárními planetami a jejich soustavami a vyvíjel počítačové modely simulující jejich vznik a vývoj. Zemřel 19. března 2006 ve Washingtonu na následky srdeční choroby.

## Uznání
Georgi Wetherillovi se za jeho práci na poli astronomie dostalo širokého uznání celé řady amerických institucí. Roku 1984 obdržel ocenění Americké geologické společnosti G. K. Gilbert Award, roku 1986 ocenění Americké astronomické společnosti G. P. Kuiper Prize a roku 1991 získal Medaili Harry H. Hesse od Americké geofyzikální unie. Zcela nejvyšší pocty se mu však dostalo roku 1997, kdy v Bílém domě převzal od prezidenta Spojených států amerických tzv. Národní vyznamenání za vědu (National Medal of Science).
Roku 2000 byl za svou práci na poli radiometrického datování stáří Země a meteoritů a za studium vzniku a dynamiky těles sluneční soustavy odměněn medailí J. Lawrence Smitha, udělovanou Národní akademií věd Spojených států amerických. Roku 2003 získal tzv. Henry Norris Russell Lectureship, tj. právo přednést přednášku na vybrané astronomické téma, které jako svou nejvyšší poctu uděluje každoročně jednomu vybranému astronomovi Americká astronomická společnost.